# 赫尔曼·阿尔西涅加斯
赫爾曼·阿爾西涅加斯·安格里亞（西班牙語：Germán Arciniegas Angueyra，1900年12月6日—1999年11月29日），哥倫比亞小说家、政治人物、教育工作者、外交官。